# 交响黑金属
交响黑金属是黑金属的一个分支流派，产生于20世纪90年代中后期。 该流派因其所包含的交响和管弦元素而闻名，该类乐团主要集中在欧洲。

## 历史

### 前身
交响黑金属起源于20世纪90年代早期的挪威黑金属，特别是那些运用凄美哀伤的键盘旋律与残暴攻击性相配的乐队。一些企图抛开黑金属风格固有局限的乐队开始突出吉他演奏并加入哥特金属元素。自Tiamat和Samael开了先河之后，一批以The Gathering为首的新浪潮乐队也开始加入仙音女声，有时女声甚至作为唯一的人声出现。 

### 哥特式黑金属
葡萄牙乐队Moonspell于1994年发行的处女作[Under the Moonspell]是90年代早期最出色的黑金属唱片之一。这张EP中的音乐大气而又包含民谣和中东元素，其灵感来自于Dead Can Dance对于笛子、小提琴、定音鼓、铃鼓和中东唱腔的运用。凭借这张EP，Moonspell成为该国金属圈的领头羊，并得到了德国金属大厂Century Media的一纸合约。在这个厂牌他们发行了首张全长专辑[Wolfheart]，通过加入哥特金属的标志性元素如病态的歌词、阴沉忧郁的Riff、氛围化的键盘演奏和恶魔式的和声，开始向该风格过渡。尽管Moonspell的音乐在金属和暗潮哥特之间摇摆，但首张专辑的灵感仍是来自于Celtic Frost和Bathory这样的黑金属乐团。而在他们发行于1996年的下一张作品[Irreligious]中，受到的影响却是来自于哥特金属先锋Type O Negative，不久他们就与此团一起巡演。此外Moonspell所承认受到的其它影响来自于哥特摇滚乐队Mission U.K., The Sisters of Mercy，特别是Fields of the Nephilim。[Wolfheart]因其史诗化的金属赞歌在欧洲地下音乐圈引起了一次较小的轰动，而[Irreligious]则强化了他们作为哥特金属运动先驱的地位。当Moonspell在1999年发行第四张专辑[The Butterfly Effect]之时，他们已迅速跻身于欧洲哥特金属圈的主流乐团。

### 交响化黑金属的发展
英国的Cradle of Filth自从其1994年发表处女作[The Principle of Evil Made Flesh]以来，不断地将黑金属特有的狂暴吉他和扭曲人声与强烈的哥特意象(尽管有时显得老掉牙)相结合。当其它乐团都把哥特用滥了的时候，COF使哥特元素与黑金属风格相适应，而不是走其它路子。这种显而易见的哥特影响表现在：冗长的键盘开场，间歇出现的歌剧女声，以及Dani Filth用他那很黑很血腥的唱腔来表演浪漫诗歌。他们还在歌唱中加入了一种Sisters of Mercy式的旋律。这张处女作得到了褒贬不一的评价，但仍然在早期黑金属圈子里掀起波澜，也使人们把COF挂在嘴边，不管是表扬他们打破黑金属原有模式的大胆尝试，还是嘲笑他们背离了以肮脏污秽为荣的地下圈子，成为商业化的走狗。之后乐队的阵容发生了一些改变，有的成员离开了乐队与Anathema的前主唱Darren White组建了另一支哥特金属乐队The Blood Divine。COF的第二张专辑[Dusk... and Her Embrace]降临于1996年，这是一张令人毛骨悚然的哥特史诗。后来这个乐队从上世纪90年代后期一直臭名昭著着走进新世纪，这是任何金属乐迷都不会不知道的。随后的交响黑金属愈加从哥特金属中分离出来，形成了不同的方向和流派，包括受到死亡金属影响的Septic Flesh，包含前卫元素的Emperor，吉他Riff受激流金属影响较大的Dragonlord以及包含旋律性Riff的Graveworm和Dimmu Borgir。

## 特征
交响黑金属是一种运用了交响和管弦元素的黑金属。这可能就包括了对交响乐团中所含有乐器的运用(如弦乐器、铜管乐器、木管乐器和键盘乐器等等)。人声可以是清嗓或者歌剧唱腔，歌曲结构大多受到交响乐的影响。然而，传统黑金属的许多特征也保留了下来，比如尖声黑嗓，高速节奏以及经常使用颤音的高音调电吉他。这种音乐并不是字面上说的那么交响，它只是指那些密集厚重的音响效果和琶音以及戏剧化的音景。而且它与黑金属的联系也不是说起来那么回事儿，尽管基本上所有的交响黑乐队都是靠玩纯正黑金属起家的。交响黑金属和它的黑金属祖宗表面上已经长得不像一回事儿了。黑金属乐团开始突出吉他并加入前卫摇滚(主要是迷幻摇滚和太空摇滚)和哥特金属(突出其阴森寒冷和神秘诡异的特点)的元素，结果就是得到一种华丽的声效，比标准的黑金属更平易近人。交响黑金属运动仍有局限性，部分是因为它史诗化的企图，部分是由于它没有那么传统的金属味道，但作为一盘诱人的大杂烩，它还是很快就得到了认可。

## 重要的交响黑金属乐队
以下只列举部分比较重要的交响黑金属乐队：

- Abigail Williams 美国 死核/交响黑/旋律黑
- Agathodaimon 德国 交响黑/哥特旋黑
- Alghazanth 芬兰 交响黑
- Anorexia Nervosa 法国 交响黑
- Arcturusm樂團 挪威 先锋/交响黑
- Bal-Sagoth 英国 史诗/交响旋黑
- Bishop of Hexen 以色列 交响黑
- Black Messiah 德国 维京/交响黑
- Carach Angren 荷兰 交响黑
- Ceremonial Castings 美国 交响黑死
- Cradle of Filth 英国 哥特/交响黑
- ChthoniC 台灣 交响黑死
- Darzamat 波兰哥特/交响黑
- Dimmu Borgir 挪威 旋律黑/交响极端
- Dragonlord 美国 激流/交响黑
- Emperor 挪威 交响黑/交响极端
- Graveworm 意大利 哥特旋黑
- Hecate Enthroned 英国 交响旋黑
- Hellveto 波兰 异教/管弦交响黑
- Hermh 波兰 交响黑
- Naglfar 瑞典 交响黑
- Limbonic Art 挪威 交响黑
- Luna Ad Noctum 波兰 交响黑
- Nokturnal Mortum 乌克兰 民谣/交响黑
- 惊叫基督 中国大陆 交响旋黑
- Shade Empire 芬兰 工业/交响黑
- Sigh 日本 先锋/交响黑
- Stormlord 意大利 史诗/交响黑/极端力量
- Trail Of Tears 挪威 哥特/交响黑
- Tvangeste 俄罗斯 交响黑
- Vesania 波兰 交响黑
- WelicoRuss 俄罗斯 交响黑
- Emperor 挪威 交响黑